# Elise Frösslind

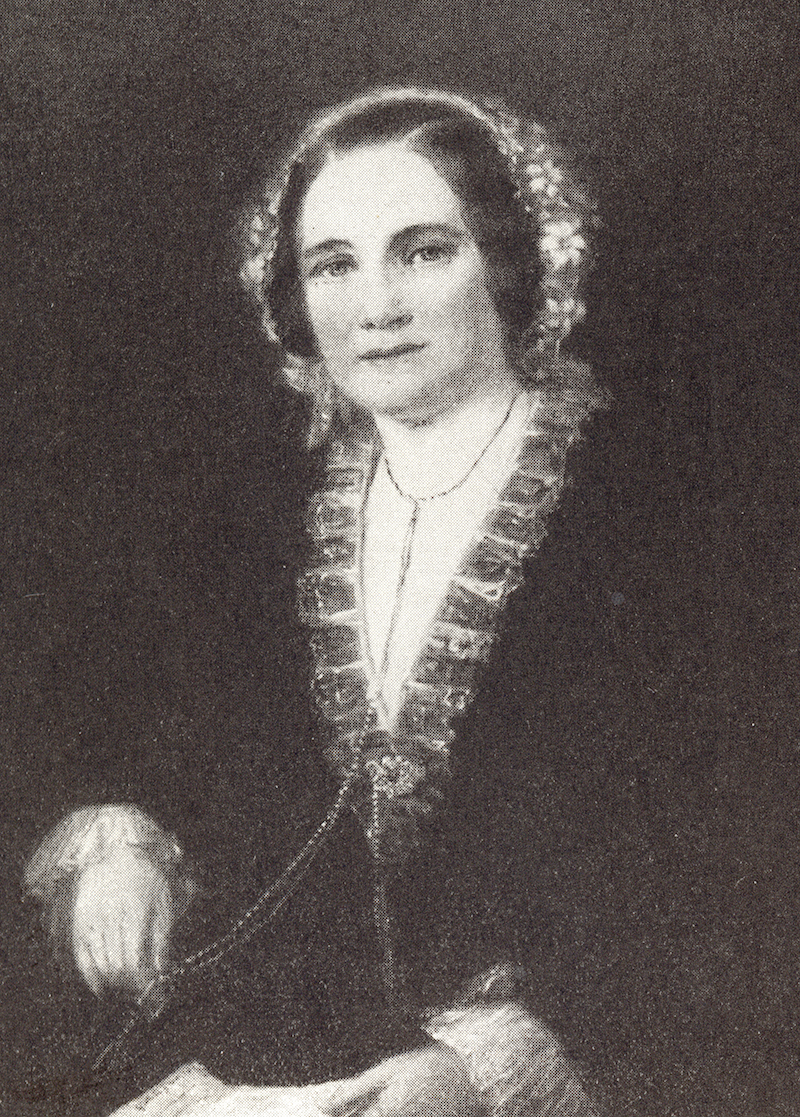
Elisabet Frösslind, Ölgemälde von M. K. Cardon, 1854

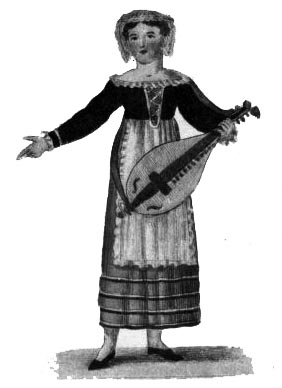
Elise Lindström als Fanchon, ca. 1825

Kristina Elisabet (Elise) Frösslind, verheiratete Elise Lindström (* 27. Februar 1793; † 24. Oktober 1861), war eine schwedische Opernsängerin und Schauspielerin. Neben Anna Sofia Sevelin und Henriette Widerberg war Frösslind in den 1810er bis 1830er Jahren eine der berühmteste Sängerin Schwedens und sie wird neben Charlotta Eriksson und Sara Torsslow als eine der bedeutendsten Schauspielerinnen genannt. 1817 wurde sie Mitglied der Königlich Schwedischen Musikakademie.

## Leben
Frösslind, deren Vater als Feuerwehrmann arbeitete, trat 1804 nach dessen Tod und im Alter von elf Jahren in die neu gegründete Schule der Königlichen Oper ein. Zu ihren Lehrern gehörten Sofia Lovisa Gråå und Carl August Stieler. Sie war Mitschülerin von Justina Casagli und Anna Sofia Sevelin. Es ist überliefert, dass die drei Mädchen durch einen Gesangslehrer missbraucht worden sein sollen. Jedenfalls wurde ein Lehrer entlassen.
1811 gab sie ihr Debüt in der Titelrolle von Nicolo Isouards Oper Cendrillon. Sie hatte diese Rolle auf Wunsch des Regisseurs erhalten, weil er sie für am besten geeignet hielt. Es löste große Empörung aus, dass eine junge Studentin auf diese Weise direkt zu einer Hauptrolle befördert wurde, und sie war während der Proben Schikanen und Spott ausgesetzt. Aber die Aufführung war ein durchschlagender Erfolg; sie galt als absolut perfekt für die Rolle, und ihre Leistung wurde bis zum Debüt von Jenny Lind als unübertroffen angesehen. Cendrillon wurde über zwei Jahrzehnte lang aufgeführt, etwa siebzig Mal von Frösslind selbst.
Zu ihren Rollen gehörten das „Ännchen“ im Freischütz Anna, „Zerlina“ in Don Giovanni und den „Cherubino“ in Die Hochzeit des Figaros. In späteren Jahren erhielt sie hauptsächlich Sprechrollen. Ihre Schauspielerei wird als rührend, naiv und amüsant durch „ungekünstelte Schlichtheit“ beschrieben. In der Zeitschrift Freya hieß es 1836, dass ihr Repertoire zwar begrenzt sei, sie aber in diesem Bereich in Europa nur wenige Konkurrenten habe.
Magnus Jacob Crusenstolpe verglich die drei der führenden schwedischen Schauspielerinnen der 1820er Jahre, Sara Torsslow, Charlotta Eriksson und Elisabet Frösslind, mit einer Rose oder Tulpe, einem Jasmin oder Gänseblümchen und einer Lilie oder einem Vergissmeinnicht; Torsslow galt als Repräsentantin des „zutiefst Erschütternden“, Eriksson als Repräsentantin des „sanften Vergnügens und der weiblichen Lieblichkeit“ und Frösslind als Repräsentantin „des Kleinen und des Naiven“. Als Person wird Frösslind als intelligent beschrieben, unbeeindruckt von Schmeicheleien und Neid, ohne Stolz und Eitelkeit, fleißig an ihrer Entwicklung arbeitend. In vielerlei Hinsicht verkörperte sie das „süße“ aber „spröde“ Frauenideal, das damals vorherrschte. Ihre Nachfolgerin in dieser Rolle wurde Jenny Lind. Im Herbst 1836 befand die Zeitung Freja, es sei „erfreulich zu sehen, dass Mlle Lind mehr und mehr die Fähigkeit entwickelt, eines Tages die stets unübertreffliche Frau Frösslind in ihrem Genre zu ersetzen“.
Sie heiratete 1813 den Schauspieler am Königlichen Dramatischen Theater und Opernsänger, den späteren Hofsänger Carl Gustaf Lindström, von dem sie sich später aber wieder scheiden ließ. Nach der Scheidung nannte sie sich Frau Frösslind. Frösslind war die Mutter der Schauspielerin Emelie Frösslind.
Sie beteiligte sich an den beiden Streiks des Ehepaar Torsslow über die Frage der Höhe der festen Gehälter bei Wegfall der umstrittenen Gewinnbeteiligung der Schauspieler, 1828 und 1834. Am 1. Juli 1834 wurde sie entlassen, offiziell weil sie zu alt und zu krank wäre, wurde dann aber 1836 mit deutlich reduziertem Gehalt wieder eingestellt und arbeitete bis 1844 in kleineren Rollen.
Als sie in den Jahren 1840 und 1841 keinen Auftrag erhalten hatte und eine Zeit lang krank war, beantragte die Direktion, ihre Anstellung zu reduzieren, so dass sie nur eine kleine Rente und eine Vergütung für einzelne Auftritte erhielt. Ihre Kollegen waren über diese Behandlung empört und veranstalteten eine Soiree im Kirsteinska huset, deren Erlös ihr zugutekam. Nachdem sie die Bühne verlassen hatte, zog sie nach Göteborg. Sie trat 1853 im Porträt im Festsaal von La Croix in Stockholm auf.